# Marcelo Arévalo
Marcelo Arévalo González (født 17. oktober 1990 i Sonsonate, El Salvador) er en professionel tennisspiller fra El Salvador.